# René Dorin
Pour les articles homonymes, voir Dorin.
René Dorin est un chansonnier et dramaturge français, né le 13 novembre 1891 à La Rochelle et mort le 25 juillet 1969 à Noisy-le-Grand.

## Biographie
René Dorin est le père de l'écrivain André Dorin et de la comédienne, écrivaine et dramaturge Françoise Dorin.
Né à La Rochelle en novembre 1891, Philippe-René Dorin débute comme clerc de notaire à 18ans, tout en faisant partie de l'orchestre municipal en tant que violoniste. En septembre 1912, il commence son service militaire à la musique du 119e régiment d'Infanterie à Courbevoie. Il fait toute la Première Guerre mondiale dans les tranchées. Il commence à écrire et chanter des couplets satiriques, et contribue ainsi à remonter le moral de ses compagnons d'infortune.
Démobilisé en 1919, il s'installe à Paris, se marie et pour vivre, joue du violon dans les cinémas.Il rencontre le chansonnier montmartrois Fursy et, en août 1920, il débute aux côtés de Paul Colline dans Ta bouche, Dédé (en référence aux deux opérettes à succès de l'époque : Dédé d'Henri Christiné et Ta bouche de Maurice Yvain). Dès lors, il se produit comme chansonnier au Caveau de la République, au Moulin de la chanson, aux Deux Ânes. Maurice Chevalier interprète en 1927, sa chanson Marguerite (musique de Maurice Roget). Dès juin 1930, René Dorin enregistre ses textes : Les années sont courtes, Ah ! les salauds, C'est-y pas mieux comme ça ?… Il quitte les petits cabarets pour se produire dans des salles plus prestigieuses : l'Olympia, le Palace, la salle Pleyel (en avril 1932 avec Lucienne Boyer)…
En décembre 1932, il interprète son monologue Nuances, dans la revue du Casino de Paris, La Joie de Paris. Il accumule les succès tout au long des années 1930 avec ses revues : Drôle d'époque (1933), Ah ! les salauds, XYZ (On s'en fout, 1934), Lavalisons (avec Saint-Granier), Un coup de rouge (avec Saint-Granier), Vive la France (1938)… En 1937, il anime avec Raymond Souplex, Marsac, Jane Sourza, Mathis, Rieux et Charley, le Quart d'heure Cinzano sur le Poste Parisien.
Il continue de se produire dans les cabarets parisiens et à la radio pendant l'Occupation. Dès novembre 1940, il monte la revue Occupons-nous, au Théâtre des Variétés. En juillet 1941, il anime à la radio Le Cabaret de Paris.
Après guerre, il poursuit ses activités à la radio et dans les cabarets, notamment aux Deux Ânes. Il a écrit plus de 600 chansons et une quarantaine de revues.
Il est inhumé au cimetière des Batignolles (division 32).

## Théâtre
- 1939 : Mailloche de René Dorin, théâtre de la Madeleine

## Cinéma
- 1932 : En lisant le journal, court métrage d'Alberto Cavalcanti (acteur et scénariste)
- 1934 : Quatre à Troyes, moyen métrage de Pierre-Jean Ducis (acteur et scénariste)
- 1934 : Les Géants de la route, moyen métrage de Pierre-Jean Ducis (acteur et scénariste)
- 1937 : Un coup de rouge de Gaston Roudès (acteur et scénariste)